# Bandy i Belarus
Bandy i Belarus är en ganska liten sport och man har ingen nationell liga.

## Historia
Vitryssland blev 1999 den tionde medlemmen i världsbandyförbundet "Federation of International Bandy". Vitrysslands herrlandslag i bandy deltog i VM första gången 2001. Första gången var man ett strykgäng, men har därefter spelat bättre, tack vare flera ryssar med dubbla pass, även om man inte rått på elitlagen. Vitryssland har slagit USA flera VM i rad och därmed behållit sin plats i A-VM. Till VM 2010 tvångsnedflyttades man till B-gruppen. Det vitryska förbundet röstade därefter enhälligt för att inte delta 2010. Vitryssland planerade att anordna VM 2010 . Då invigdes anläggningen Minsk Arena. Den banan mäter 95×70 meter. Fast normalt upptas ytan innanför skridskoovalen av två ishockeyrinkar. Man har även en aningen för liten konstfryst utomhusbana, i Minskdistriktet Tjizjovka, eller Tjyzjoŭka på vitryska. Från början var det meningen att den skulle vara fullstor, men gjordes av ekonomiska skäl lite mindre, närmare bestämt 80×50 meter. Det finns bandyskolor för barn i landet. I oktober 2011 planerade att lag från Polotsk att delta i ryska rinkbandycupen, men kom trots allt inte. Säsongen 2014-15 förhandlade man om att ställa upp med ett lag i Ryska superligan. . I januari 2017 spelades en rinkbandyturnering i Baran. I augusti 2017 deltog man i rinkbandyturneringen i den första sportfestivalen för OSS. Bronsmatchen förlorades mot Kazakstan med 7-3.